# Temple mormon de Saint Paul
Le temple mormon de Saint Paul est un temple de l’Église de Jésus-Christ des saints des derniers jours situé à Oakdale, dans les environs de Saint Paul, dans l’État du Minnesota, aux États-Unis. Il a été inauguré le 9 janvier 2000.